# National Football League 1944
La stagione NFL 1944 fu la 25ª stagione sportiva della National Football League, la massima lega professionistica statunitense di football americano. La stagione iniziò il 17 settembre 1944 e si concluse con la finale del campionato che si disputò il 17 dicembre al Polo Grounds di New York e che vide la vittoria dei Green Bay Packers sui New York Giants per 14 a 7.
In questa stagione si unì alla lega la squadra dei Boston Yanks, mentre i Brooklyn Dodgers cambiarono denominazione in Brooklyn Tigers. Inoltre i Cleveland Rams ed i Philadelphia Eagles ripresero la loro normale attività dopo la stagione precedente nella quale, per la carenza di giocatori disponibili a causa della seconda guerra mondiale, i primi non avevano partecipato al campionato ed i secondi si erano fusi temporaneamente con i Pittsburgh Steelers. Sempre la scarsità di personale costrinse gli Steelers e i Chicago Cardinals a fondersi tra loro per poter partecipare al campionato dandosi il nome di Card-Pitt (sul modello degli Steagles dell'anno precedente).
La stagione venne caratterizzata anche dal fatto che fu l'ultima volta che due squadre, i Tigers e i Card-Pitt, la terminarono senza vincere nemmeno un incontro. Da allora solo cinque squadre hanno terminato la stagione senza vittorie: i Dallas Cowboys nel 1960, i Tampa Bay Buccaneers nel 1976, i Baltimore Colts nel 1982, i Detroit Lions nel 2008 e i Cleveland Browns nel 2017.

## Modifiche alle regole
- Venne modificata la procedura di sostituzione libera dei giocatori che non dovettero più notificare agli arbitri la loro entrata in campo.
- Venne concesso ai giocatori in campo di comunicare con gli allenatori, purché questi ultimi rimanessero nella zona a loro dedicata lungo le linee laterali del campo e la comunicazione non provocasse un ritardo nel gioco.
- Venne deciso che se un giocatore d'attacco avesse commesso pass interference nella end zone avversaria, la penalità sarebbe stata una perdita di iarde e non più un touchback.

## Stagione regolare
La stagione regolare si svolse in 10 giornate, iniziò il 17 settembre e terminò il 10 dicembre 1944.

### Risultati della stagione regolare
- V = Vittorie, S = Sconfitte, P = Pareggi, PCT = Percentuale di vittorie, PF = Punti Fatti, PS = Punti Subiti
- Nota: nelle stagioni precedenti al 1972 i pareggi non venivano conteggiati nel calcolo della percentuale di vittorie.

| Eastern Division    |   |    |   |     |     |     |
| Squadra             | V | S  | P | PCT | PF  | PS  |
| New York Giants     | 8 | 1  | 1 | 889 | 206 | 75  |
| Philadelphia Eagles | 7 | 1  | 2 | 875 | 267 | 131 |
| Washington Redskins | 6 | 3  | 1 | 667 | 169 | 180 |
| Boston Yanks        | 2 | 8  | 0 | 200 | 82  | 233 |
| Brooklyn Tigers     | 0 | 10 | 0 | 0   | 69  | 166 |

| Western Division  |   |    |   |     |     |     |
| Squadra           | V | S  | P | PCT | PF  | PS  |
| Green Bay Packers | 8 | 2  | 0 | 800 | 238 | 141 |
| Chicago Bears     | 6 | 3  | 1 | 667 | 258 | 172 |
| Detroit Lions     | 6 | 3  | 1 | 667 | 216 | 151 |
| Cleveland Rams    | 4 | 6  | 0 | 400 | 188 | 224 |
| Card-Pitt         | 0 | 10 | 0 | 0   | 108 | 328 |

## La finale
La finale del campionato si disputò il 17 dicembre 1944 al Polo Grounds di New York e vide la vittoria dei Green Bay Packers sui New York Giants per 14 a 7.

## Vincitore
| Vincitori del campionato NFL 1944 Green Bay Packers 6º titolo |